# Caloptilia aeneocapitella
Caloptilia aeneocapitella is een vlinder uit de familie van de mineermotten (Gracillariidae). De wetenschappelijke naam van de soort werd voor het eerst geldig gepubliceerd in 1891 door Walsingham.